# Ośrodek Szkolenia Specjalistów Ubezpieczenia Lotów

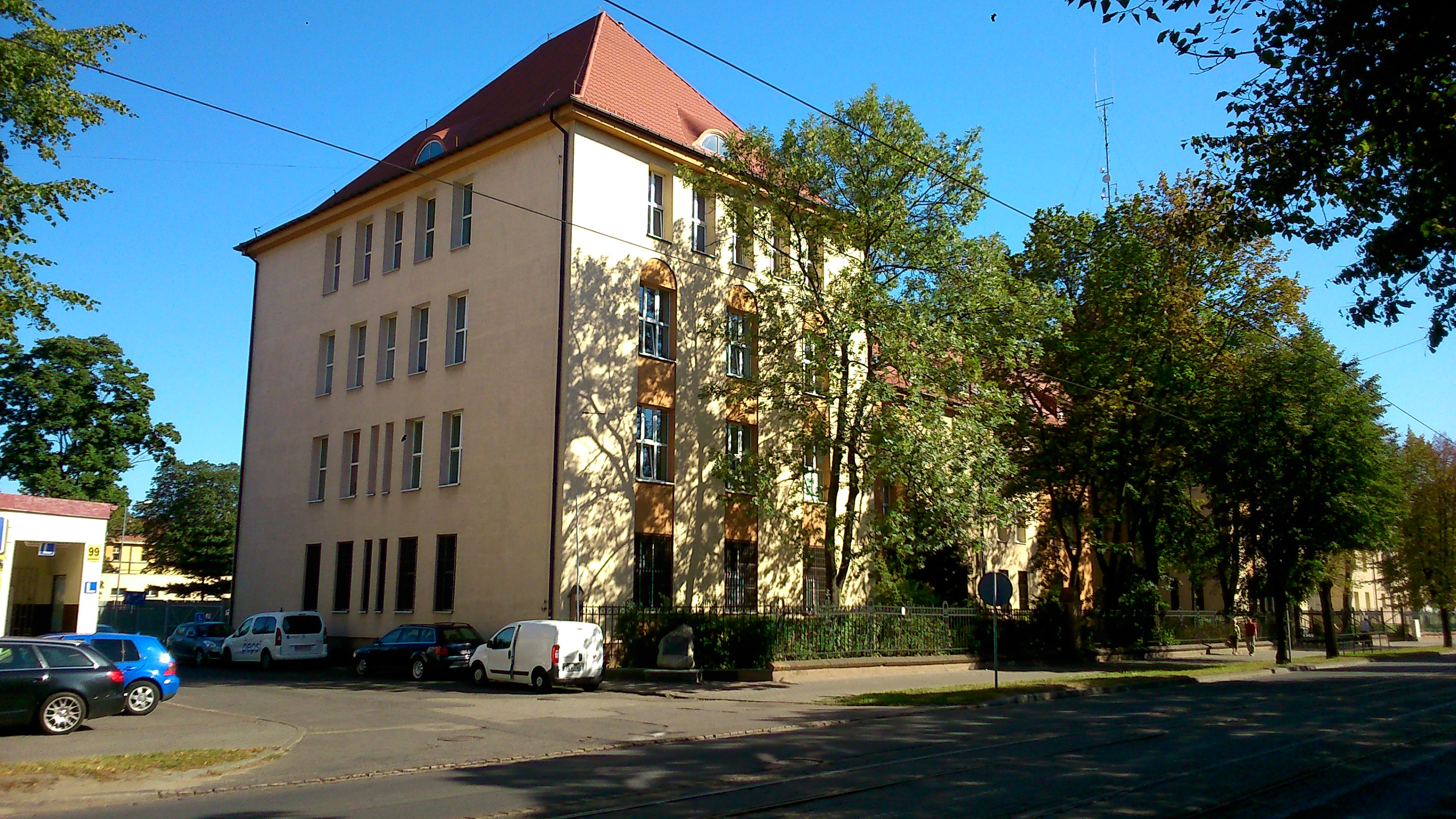
Koszary Ośrodka, obecnie Komenda Policji

Ośrodek Szkolenia Specjalistów Ubezpieczenia Lotów w Grudziądzu – Jednostka typu szkoleniowego Wojsk Lotniczych i Obrony Powietrznej PRL i III RP (JW nr 5794).

## Historia
Ośrodek na etacie pułku został sformowany w 1960 roku w wyniku przekształcenia I Batalionu Ziemnego Zabezpieczenia Lotów przeniesionego z Modlina, po którym otrzymał numer JW. Jednostka została zakwaterowana w historycznych koszarach na dawnej ul. Obrońców Stalingradu (ob. Chełmińska), gdzie w okresie międzywojennym mieściła się Szkoła Podchorążych Rezerwy Kawalerii. W grudniu 1961 roku gen. bryg. pil. Michał Jakubik wręczył komendantowi Ośrodka sztandar ufundowany przez społeczeństwo Grudziądza. 31 grudnia 1996 roku Ośrodek został rozformowany.

## Zadania
Ośrodek odpowiadał za szkolenie specjalistów w następujących specjalnościach:
- ubezpieczenie lotów;
- radionawigacja;
- nawigacja elektroświetlna.

Szkolił młodszych specjalistów, podoficerów służby zasadniczej oraz podoficerów zawodowych. Prowadził także kursy doszkalające dla podoficerów zawodowych i oficerów.

## Komendanci Ośrodka
- płk mgr Kazimierz Szajda (1955-1975)
- płk inż. Leon Swatkowski (1975-1988)
- płk dypl. Józef Bedus (1988-1996)